# 日本とオマーンの関係
日本とオマーンの関係（アラビア語: العلاقات اليابانية العمانية、英語: Japan–Oman relations） では、日本とオマーンの関係について概説する。在オマーン日本大使をつとめた小林利典によると、オマーン市民は極めて親日的であるという。その理由について小林は、車や家電やアニメ、そして国王の祖父が日本人女性と結婚し、生まれた王女がマスカットにいることが影響していると思うと述べている。

## 両国の比較
|               | オマーン                     | 日本                            | 両国の差                  |
| ------------- | ---------------------------- | ------------------------------- | ------------------------- |
| 人口          | 497万4986人（2019年）        | 1億2626万人（2019年）           | 日本はオマーンの約25.4倍  |
| 国土面積      | 30万9500 km²                 | 37万7972 km²                    | 日本はオマーンの約1.2倍   |
| 首都          | マスカット                   | 東京都                          |                           |
| 最大都市      | マスカット                   | 東京都区部                      |                           |
| 政体          | 絶対君主制                   | 立憲君主制（象徴天皇制）        |                           |
| 公用語        | アラビア語                   | 日本語（事実上）                |                           |
| 国教          | イスラム教                   | なし                            |                           |
| GDP（名目）   | 1081億9246万米ドル（2023年） | 4兆2129億4516万米ドル（2023年） | 日本はオマーンの約38.94倍 |
| 一人当たりGDP | 25,056.8米ドル（2022年）     | 40,246.9米ドル（2019年）        | 日本はオマーンの約1.6倍   |
| 経済成長率    | 4.3%（2022年）               | 0.7%（2019年）                  |                           |
| 軍事費        | 57億8348万米ドル（2022年）   | 476億902万米ドル（2019年）      | 日本はオマーンの約8.23倍  |
| 地図          |                              |                                 |                           |

## 歴史
オマーンを最初に訪れた日本人は地理学者志賀重昂である。彼は中東の石油事情やイスラエル‐アラブ情勢を知る為に中東各国を歴訪しマスカットにも滞在。イギリスの保護国であったオマーンの当時の国王・タイムール・ビン・ファイサルに謁見している。これが明確に記録に残る両国最初の接触で、志賀が謁見したタイムール・ビン・ファイサルはその後退位すると来日して神戸で日本人女性・大山清子と結婚、ブサイナ・ビント・タイムール王女をもうけている。清子の墓は兵庫県稲美町にある。1978年9月にはブサイナ本人が墓を詣でた。
なお、それ以前にも安土桃山時代から江戸時代初期に活躍した日本人キリスト教司祭ペトロ岐部が、ローマやエルサレムに向かう途中に日本人として初めてマスカットに立ち寄った可能性を指摘されている。実際にペトロ岐部はオマーン湾からペルシャ湾へと入りイラクに上陸してエルサレムを目指しており、オマーンのすぐそばを通過している。
本格的に両国間の交流が始まったのは1971年のオマーン独立と同時の国家承認、そして1972年5月の外交関係樹立からである。1980年10月には在サウジアラビア大使が兼任する形で在サウジアラビア日本国大使館がオマーンの兼轄を開始して、1983年3月からは独自の在オマーン大使が任命されてマスカットに在オマーン日本国大使館が設置された。一方、オマーンは1979年4月に東京に在日オマーン大使館を開設している。

## 要人往来

### オマーン要人の訪日

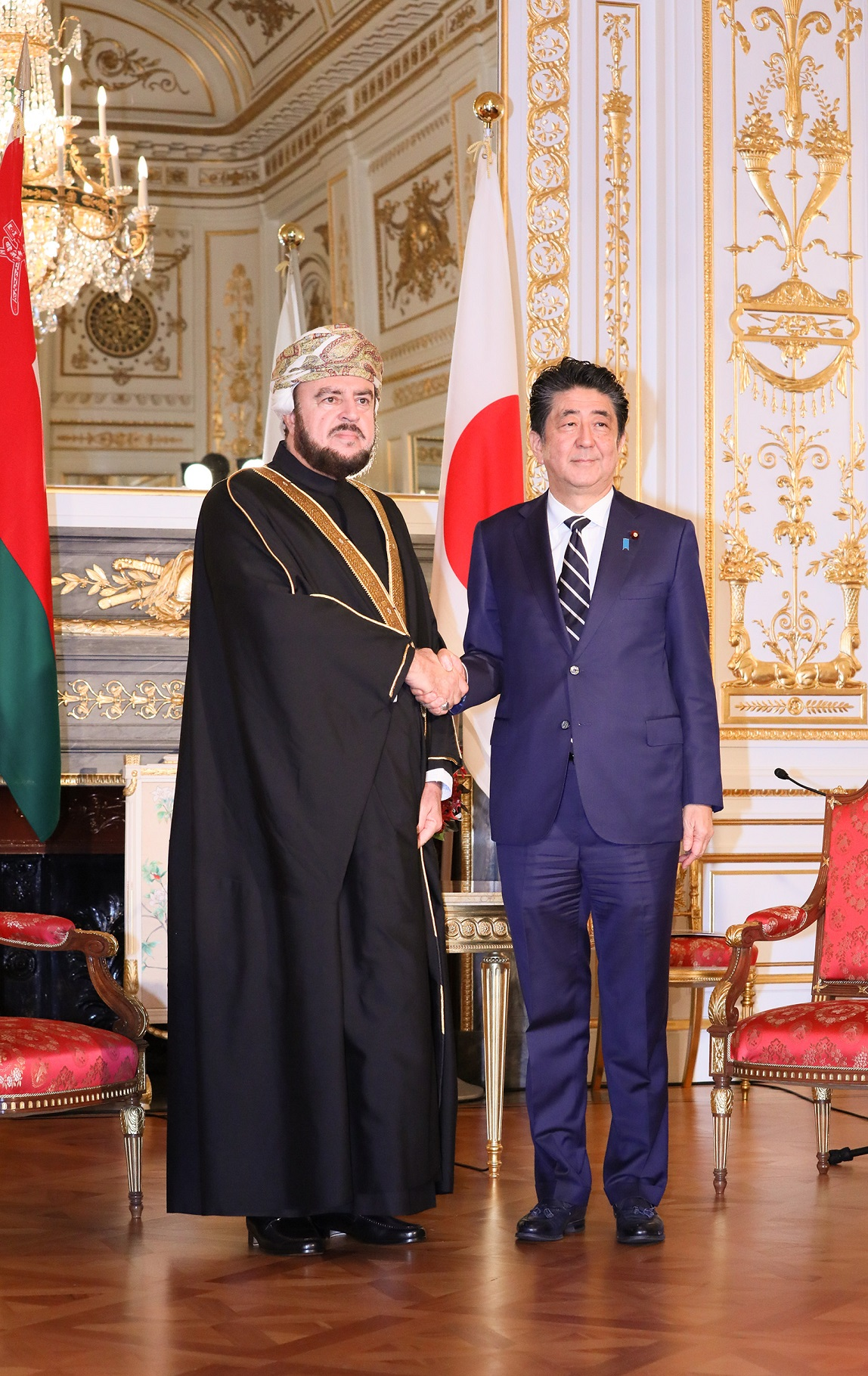
令和の即位の礼に際し、訪日したアスアド・ビン・ターリク・アール・サイード（左）と二国間会談を行った安倍晋三（右）

1990年11月、平成の即位の礼に際して国家遺産・文化相のファイサルが来日した。
2019年にはアスアド・ビン・ターリク・アール・サイードも、令和の即位の礼のために来日した。その足で、前述した大山清子の墓を詣でている。アスアドはタイムールの孫、ブサイナの甥にあたる。2022年9月、安倍晋三の国葬に際して、宮内省顧問のアル・マアシャニーと、国家評議会副議長のヒナイが来日した。

### 日本要人のオマーン訪問
2014年1月には総理大臣として初めて安倍晋三がオマーンを訪問。カーブース・ビン・サイード国王と首脳会談を実施して、シリア情勢や北朝鮮核問題について意見交換がなされたほか、「日本とオマーン国との間の安定と繁栄に向けた包括的パートナーシップの強化に関する共同声明」が発出された。この共同声明では、政治・安全保障・経済・文化などあらゆる面での二国間協力の促進が明記されている。続く2020年1月にも安倍晋三はオマーンを訪問して新国王ハイサム・ビン・ターリク・アール＝サイードと首脳会談を実施。前国王の崩御に弔意を伝えるとともに、協力関係の維持が確認された。

## 支援

### オマーンから日本への支援
2011年3月の東日本大震災に際しては、当時国王であったカーブース・ビン・サイードやハイサム・ビン・ターリク・アール＝サイード、副首相ファハドを始めとするオマーン要人が総理大臣（当時）菅直人や外務大臣松本剛明にお見舞いの書簡やメッセージを送ったほか、我が国に対するLNGの追加供給や1000万米ドル（約8億円）の義援金を提供した。また、オマーンの王族系の企業から迅速な支援のために福島県南相馬市の落合工機に多額の発注がされた。金額にしておおよそ26億円相当であり、浄水器が完成し次第まず、被災地で浄水器を使い、オマーンに運ぶのはその後にするようオマーン側が求めている。

### 日本からオマーンへの支援
日本は2010年までに累計150億円以上の開発援助を実施。研修員受入558人、専門家派遣158人、調査団派遣1250人、開発調査も36件に上るなど、日本はオマーンにとって重要な援助国となっている。

## 貿易
2020年の財務省貿易統計によると、日本の輸入額は1378億円で、日本の輸出額は1566億円である。
オマーンの輸出品は石油、天然ガスなどで、オマーンの輸入品は自動車、機械、自動車部品などである。その他にオマーンから日本への輸入品としては、インゲンマメがあげられる。農畜産業振興機構によると、令和元年の時点で、日本のささげ・いんげん等（生鮮）の輸入先はオマーンが97.3%を占めており、輸入量は1269トンである。オマーンからのインゲンマメの輸入が特に多いのは、12月から3月である。
日本は自動車製品などをオマーンに輸出している。日本の財務省によると、2023年の日本からオマーンへの総輸出額は1713億円である。このうち自動車が1053億円で、61.5％を占めている。オマーンの2023年の自動車部品国別輸入額のトップはUAEで、二位は日本だった。
オマーンにとっての輸出の主要貿易相手国は中国や韓国、そして日本であり、石油や天然ガスを日本に供給している。また、油田に関連して日本の住友商事はオマーンの油ガス田から発生する随伴ガスを使った水素製造の事業化に着手しているなど、日本企業の進出も多い。

## 防衛協力

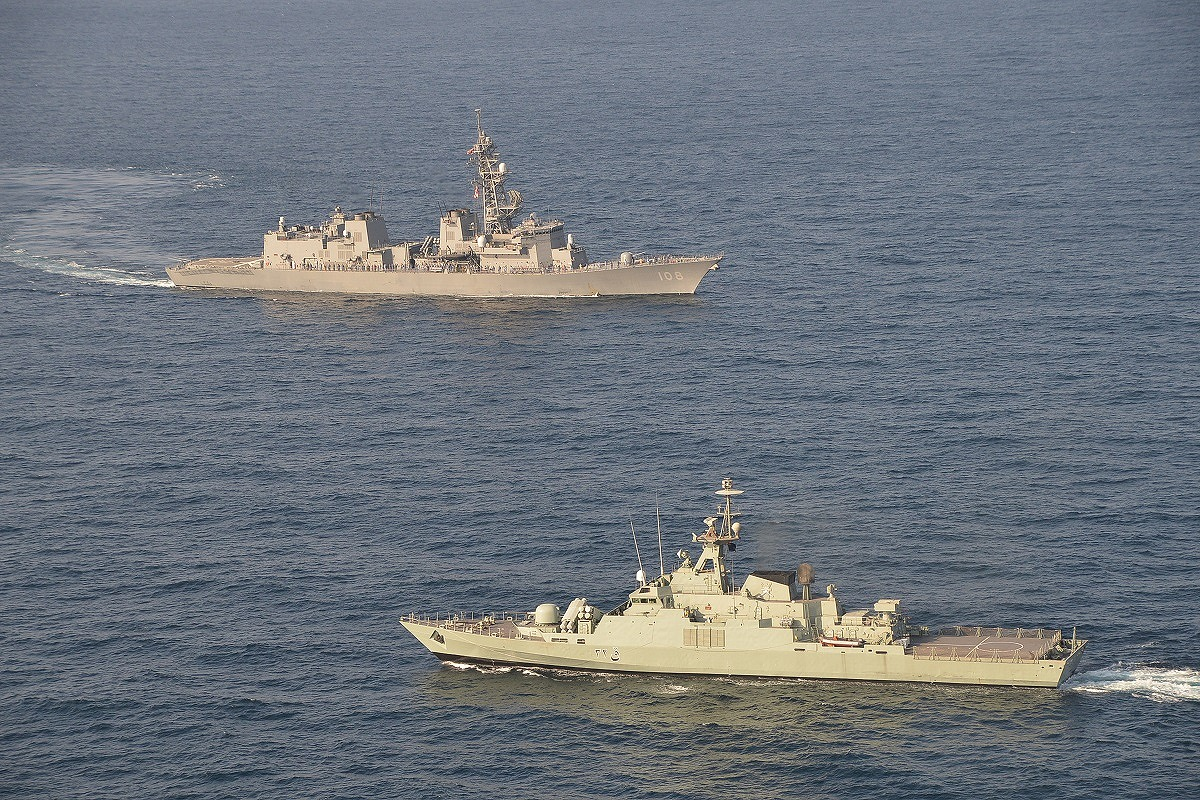
日オマーン洋上訓練（2024年1月）。海上自衛隊護衛艦「あけぼの」とオマーン王国海軍コルベット「アル・マザー」

2019年3月、オマーンの国防担当大臣であるバドル・ビン・サウード・ビン・ハーリブ・アル・ブサイディが訪日し、日本の防衛大臣である岩屋毅（どちらも当時）と共に日オマーン防衛協力覚書への署名と会談を行った。同年12月27日には自衛隊をオマーン湾へ派遣することが閣議決定され、その後2020年から護衛艦と哨戒機が任務に当たることとなった。これに関して、自衛隊がオマーンの港で補給活動を行うことに理解と協力するよう日本側がオマーンへ要請した。
また、この閣議決定よりも前から、オマーン海軍と海上自衛隊の間で複数回、親善訓練が続けられている。

## 文化
マスカットでは「オマーン・日本友好協会」が日本語教育などの活動を続けている。一方で日本には「日本オマーン協会」が1986年に設立された。親日国でありながらも知名度や親しみが薄い現状を改善する為、異文化交流を中心に活動を展開している。2010年には遠藤晴男により、日本オマーンクラブが設立され、イフタールを行う、インカレ学生団体の窓口を担当する、などしている。2022年には、東京外国語大学とスルターン・カーブース大学の間で国際学術交流協定が結ばれた。
2001年にはマスカット近郊のナシーブ・マスカット公園の敷地にオマーン平安日本庭園が開園した。GCC諸国では最初の日本庭園である。このように日本の伝統文化もオマーンでは注目を集めつつあり、2011年9月には日本人女性書道家・矢部澄翔がオマーンを訪問、18の学校や機関で書道の指導やパフォーマンスを行った。2022年11月に国交樹立50周年を記念してオマーンで開催された軍楽祭に陸上自衛隊の音楽隊が出演し、9000人の聴衆の前で和服姿の女子隊員が歌唱して好評を博した。

## 外交使節
オマーンは、日本の東京都渋谷区広尾4-2-17に大使館を置き、モハメッド・サイード・ハリファ・アル・ブサイディが特命全権大使を務めているほか、大阪市に名誉総領事館を設けている。日本国はマスカットのShati Al Qurmに大使館を置き、2021年12月より山本条太が特命全権大使として就任している。

### 駐日オマーン大使

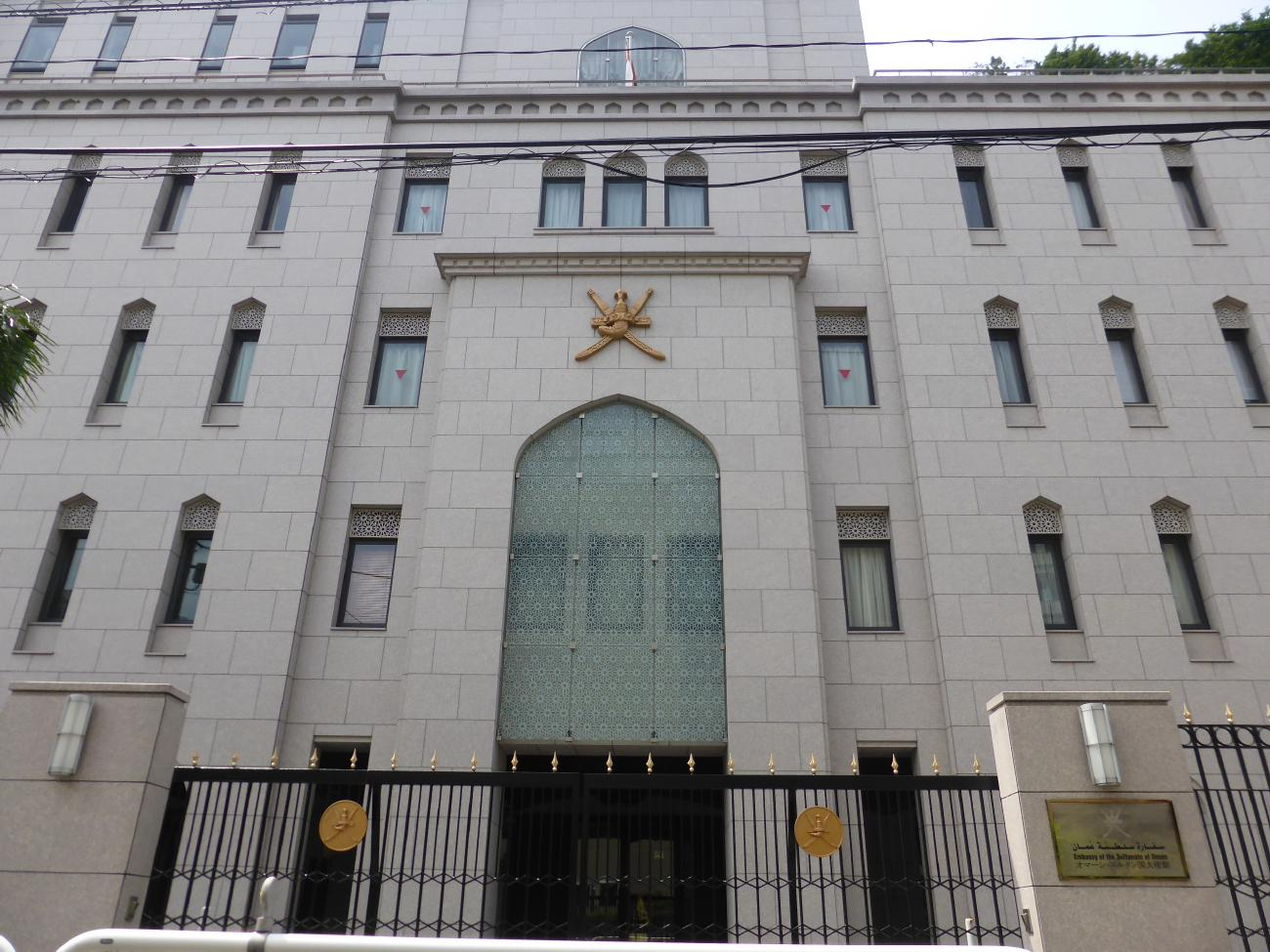
駐日オマーン大使館（東京）

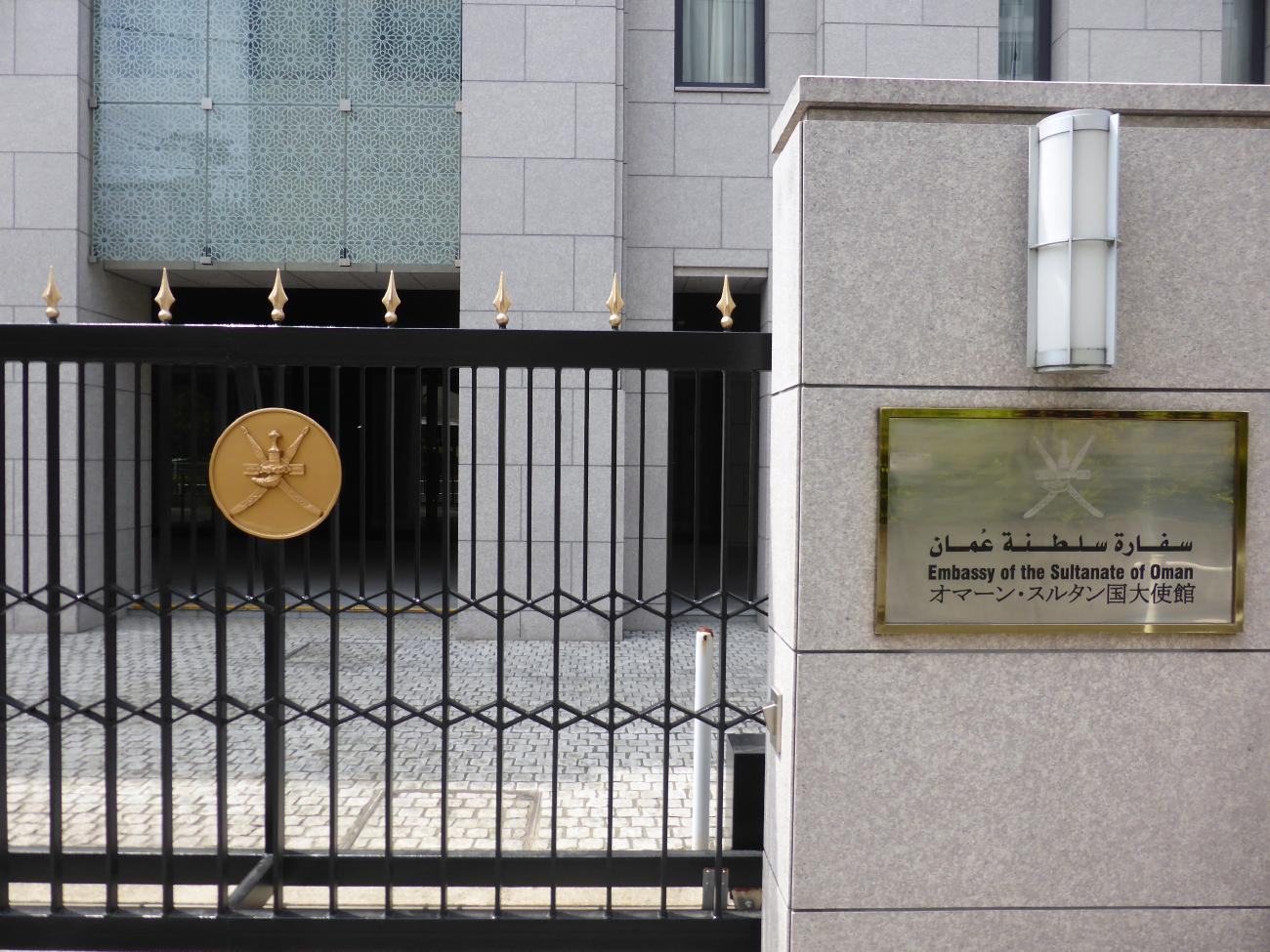
オマーン大使館正面玄関　表札と門

- ダーウード・ビン・ハムダーン・ビン・アル・ハムダーン（1989年以前[52][53]～1990年[54]）
- ムハンマド・ビン・アリ・ビン・サーニ・アル・クサイビ（1992～2000年、信任状捧呈は4月6日[55]）
- ムハンマド・ビン・ユーセフ・アル・ザラーフィ（2000～2007年、信任状捧呈は12月13日[56]）
- （臨時代理大使）ハマメッド・サイド・アリ・アルアラウイ（2007～2008年）
- ハリッド・ビン・ハシル・ビン・モハメッド・アル・ムスラヒ（2008～2018年、信任状捧呈は2月8日[57]）
- （臨時代理大使）マナ・サイド・オマール・アル・カシリ（2018年）
- モハメッド・サイード・ハリファ・アル・ブサイディ（2018年～、信任状捧呈は12月26日[58]）